# Diemelstadt
Diemelstadt is een gemeente aan de rivier de Diemel in de Landkreis Waldeck-Frankenberg van de deelstaat Hessen in Duitsland. De gemeente is op 1 november 1970 ontstaan door de vrijwillige fusie van het stadje Rhoden en het vier kilometer noordelijker gelegen dorp Wrexen dat daadwerkelijk aan de Diemel ligt. In hetzelfde jaar fuseerden Ammenhausen, Dehausen, Helmighausen, Neudorf en Wethen. Een jaar later volgden ook Hesperinghausen en Orpethal. De gemeente telt 5.213 inwoners.
De bundesautobahn 44 gaat via een viaduct over de gemeente heen.
Allendorf (Eder) ·
Bad Arolsen ·
Bad Wildungen ·
Battenberg (Eder) ·
Bromskirchen ·
Burgwald ·
Diemelsee ·
Diemelstadt ·
Edertal ·
Frankenau ·
Frankenberg (Eder) ·
Gemünden (Wohra) ·
Haina (Kloster) ·
Hatzfeld (Eder) ·
Korbach ·
Lichtenfels ·
Rosenthal ·
Twistetal ·
Vöhl ·
Volkmarsen ·
Waldeck ·
Willingen (Upland)